# Soplo cardíaco
Los soplos cardíacos (o soplos del corazón) son ruidos patológicos que se perciben a la auscultación con el uso del estetoscopio y se originan por aumento de flujo a través de una válvula cardíaca normal, por alteraciones de dichas válvulas (estenosis, insuficiencia, doble lesión), por ciertas anomalías intracardíacas (comunicación interventricular) o extracardíacas (estenosis arteriales, ductus arterioso persistente, fístulas arteriovenosas).

## Clasificación
Los soplos se diferencian por 7 características: tiempo, forma, posición, irradiación, intensidad, calidad y tono.
- El tiempo se refiere a si es sistólico o diastólico.
- La forma se refiere al patrón de intensidad que tiene el soplo. Puede ser, constante, en crescendo, decrescendo o una mezcla de estos dos últimos.
- La localización se refiere al lugar en donde el soplo tiene su mayor intensidad. Existen 6 lugares de auscultación en la cara anterior del tórax:
  - Segundo espacio intercostal derecho.
  - Segundo a quinto espacio intercostal izquierdo.
  - Quinto espacio intercostal en línea medioclavicular izquierdo.
- La irradiación se refiere al lugar hacia donde el soplo se irradia. En general, el sonido se irradia siguiendo la dirección del flujo sanguíneo.
- La intensidad se refiere a la potencia del sonido el cual va de 0 a 6 (se escribe con números romanos Ejemplo: II/VI).
- El tono puede variar según sea bajo o alto.
- La calidad se refiere a las características especiales que pueda tener cada soplo (por ejemplo, musical, en rodada, soplante, etcétera).

## Clasificación según intensidad
| Grado   | Descripción                                                                                    |
| ------- | ---------------------------------------------------------------------------------------------- |
| Grado 1 | Muy tenue, se ausculta sólo con maniobras especiales.                                          |
| Grado 2 | Claramente audible pero se ausculta sólo en un foco.                                           |
| Grado 3 | Audible en toda la región precordial.                                                          |
| Grado 4 | Ruidoso, con frémito palpable.                                                                 |
| Grado 5 | Muy ruidoso, con frémito palpable. Puede ser escuchado con el estetoscopio alejado de la piel. |
| Grado 6 | Muy ruidoso, con frémito palpable. Audible sin estetoscopio.                                   |